# Aenne Goldschmidt
Aenne Goldschmidt, geb. Michel, auch Aenne Goldschmidt-Michel (* 8. November 1920 in Bern; † 24. Januar 2020 in Basel) war eine Schweizer Tänzerin, Pädagogin und Choreografin, die besonders in der DDR tätig war.

## Leben
Sie erhielt ihre Ausbildung in der Tanzschule von Emmy Sauerbeck in Bern und wirkte dann, zum Teil freischaffend und häufig mit Roger George, als Tänzerin in der Schweiz. In Bern war sie in den 1930er Jahren bei kommunistischen Zellen aktiv, auch nach dem Verbot der Kommunistischen Partei im Jahr 1940. Mit ihrem Mann Harry Goldschmidt war sie 1944 Mitbegründerin der Partei der Arbeit der Schweiz (PdA). Aufgrund ihrer kommunistischen Ansichten wechselte sie zusammen mit ihrem Ehemann im Jahr 1949 in die DDR.
Mit einer Laiengruppe studierte sie eine Choreographie für die Weltfestspiele der Jugend 1949 in Budapest ein. Für ihre Arbeit an den nächsten Weltfestspielen 1951 in Ost-Berlin wurde sie 1952 als erste Tanzschaffende überhaupt mit dem Nationalpreis der DDR ausgezeichnet.
Von 1951 bis 1959 war Goldschmidt Leiterin der Tanzgruppe des Staatlichen Volkskunstensembles der DDR. Anschliessend arbeitete sie freischaffend als Choreographin und Pädagogin. Sie verfasste unter anderem das dreibändige Handbuch des deutschen Volkstanzes (1967–1970). Nach der deutschen Wiedervereinigung kehrte sie 1994 in die Schweiz zurück, wo sie in Riehen lebte.